# Juliette de Sade
Pour plus de détails, voir Fiche technique et Distribution.
Juliette de Sade est un film dramatique suédo-italien réalisé par Warren Kiefer et sorti en 1969.

## Fiche technique
- Titre original : Juliette de Sade
- Titre italien : Mademoiselle De Sade e i suoi vizi[1]
- Réalisateur : Warren Kiefer
- Scénario : B.R. De Marco, Ninki Maslansky
- Photographie : Amerigo Gengarelli
- Montage : Edwin Picker
- Musique : Bill Conti
- Production : James Brandt, Robert Brandt, Ninki Maslansky
- Société de production : Inska Films, Pantheon Film (1968), Ninki Manslansky Productions
- Pays de production :  Italie -  Suède
- Langue originale : italien
- Format : Couleur par Eastmancolor - Son mono - 35 mm
- Durée : 87 minutes
- Genre : Drame érotique[2]
- Dates de sortie :
  - États-Unis : 26 décembre 1969
  - Italie : 1971 (visa délivré le 28 septembre 1971[1])

## Distribution
- Maria Pia Conte : Juliette
- Léa Nanni : Toni
- Christine Delit : Clarissa
- Angela De Leo : Angela
- Lars Bloch : Lars
- Loren Ewing : Pietro
- Luigi Fizzi
- John Karlsen : le marquis
- Barbara Pilavin
- Linda Towne : Dorina
- Jean Valmont : Giorgio